# Donatella Versace
Donatella Versace (Reggio de Calàbria, Itàlia, 2 de maig de 1955) és una dissenyadora de moda, empresària i actriu italiana, germana petita de Gianni Versace. És l'actual vicepresidenta del grup Versace, així com la seva cap de disseny.

## Biografia

### Primers anys de vida
Donatella Versace és la més jove de quatre germans. El seu pare era un financer personal de l'aristocràcia italiana. Una germana gran, Tina, va morir a l'edat de dotze anys per una infecció de vaginitis tractada forma inadequada.

## Carrera

### Inicis de la seva carrera
En els anys 1970 Donatella va seguir les passes del seu germà gran, Gianni, començant a dissenyar articles de punt a Florència, Itàlia, mentre estudiava idiomes. Després de la seva graduació va compartir un pis amb el seu germà a Milà. Donatella havia planejat treballar per al seu germà en labors de Relacions Públiques, però per a ell era més valuós tenir-la com una "musa i crítica", segons explicà Donatella en una entrevista amb la revista Vogue. A través de la seva proximitat a les empreses del seu germà, Donatella es va endinsar en el món de la moda. Una dècada més tard, en els anys 1980, Gianni va llançar un perfum dedicat a ella, Blonde, i li va donar el seu propi segell, Versus, que segueix sent una coneguda línia interior de Versace.

### El creixement de Donatella i Versace
Abans de l'assassinat del seu germà Gianni, al juliol de 1997, Donatella i Santo Versace realitzaven treballs secundaris a la seva casa de moda. No obstant això, després de la mort de Gianni, Donatella i Santo es van fer càrrec dels negocis del seu germà. Santo també és dissenyador de moda i propietari de Finanziaria Versace, una branca de Versace establerta.
Donatella va ser la primera a utilitzar celebritats per difondre la seva roba al món de la passarel·la i altres mitjans de comunicació públics (com ara anuncis) en lloc d'utilitzar models desconeguts. Donatella aviat va demostrar ser una de les grans relacions públiques dins de la marca Versace, difonent-la per tot Europa i la major part dels Estats Units. Donatella va optar per col·locar a alguns dels seus bons amics, Lil' Kim, Jennifer Lopez, Madonna, Courtney Love, Christina Aguilera, Jonathan Rhys Meyers i Demi Moore, en el sector publicitari de Versace, per la qual cosa ells i altres celebritats (com ara Beyoncé i January Jones) van promocionar la imatge de Versace. La seva popularitat va créixer quan va dissenyar el famós vestit verd de Versace, també conegut com el "Jungle-Dress", el qual va ser utilitzat per Jennifer Lopez en els Premis Grammy del 2000.
Actualment Donatella s'encarrega de dissenyar i Santo és el cervell financer. Durant uns anys de transició es va dir que el nom de la signatura Versace estava en la corda fluixa, per l'evolució de la moda cap a un gust més sobri que s'allunyava de l'estil distintiu d'aquesta marca. Però la supervivència de la companyia es va mantenir i en els últims temps l'exuberància típica de Versace ha recobrat estimació. Així, Donatella va arribar a col·laborar amb H&M en el llançament d'una col·lecció assequible, que reeditava l'estètica Versace de les dècades de 1980 i 1990.

### Promoció i èxit
Un any i tres dies després de la mort de Gianni al juliol de 1998, Donatella Versace va organitzar la seva primera desfilada de Versace Atelier a l'Hotel Ritz de París. Va construir la pista sobre la piscina de l'hotel, igual que el seu germà havia fet cada temporada, encara que aquesta vegada amb vidre pur. Ella ara supervisa la producció de cada any (una dotzena de col·leccions). Els seus clients regulars inclouen a Sir Elton John, Liz Hurley, Rakeem jove, Catherine Zeta-Jones i Kate Moss. Fins i tot el príncep Carlos d'Anglaterra assisteix a les festes de Donatella a Europa. En 2005, va seleccionar a Madonna per ser la portaveu britànica de la signatura en un acord que es va reportar en 5 milions de dòlars. En 2007, va basar la seva col·lecció de primavera en la figura del secretari privat del Papa Benedicto XVI, monsenyor Georg Gänswein.
D'altra banda, la companyia ha creat el gran i luxós Palazzo Versace Resort en la Costa Daurada d'Austràlia. Un altre creixent símbol de l'estil de Versace és el Burj al-Arab, en Dubái, Unió dels Emirats Àrabs (EAU), ja que compta amb una àmplia col·lecció de mobles i roba de llit a les habitacions de la marca Versace.
Els plans pel Palazzo Versace Dubái van ser anunciats al maig de 2005. Gianni Versace SPA, Sunland Group Ltd. i Emirates International Holdings van anunciar que el Palazzo Versace resort es construiria en les badies àrabs del Dubái Creek. El segon Palazzo Versace comptaria amb una sèrie de suites i cases de luxe, incloent un exclusiu spa. Els plans oficials per començar la construcció van ser en 2006, i ell es va completar l'any 2008. L'interior de l'hotel està equipat amb diverses col·leccions de Versace. Com a directora creativa, Donatella va dur a terme els plans finals i estratègies de disseny per a l'hotel i resort. Va ser el segon hotel Palazzo Versace mai construït, i el segon hotel en Dubái a disposar d'una àmplia gamma de col·leccions de Versace. A l'octubre de 2002, Gianni Versace i la roba dissenyada més famosa de Donatella es van mostrar en una exposició especial de l'històric Museu de Victoria i Alberto de Londres, per ser honrat l'èxit aconseguit per Versace d'una manera extraordinària a tot el món. A més, Donatella col·labora en la fundació de Elton John contra la SIDA. Versace també s'ha donat a conèixer en utilitzar l'estel del pop Lady Gaga com la seva musa. A l'octubre de 2012, Donatella va rebre la visita de Gaga a l'apartament del seu difunt germano a Milà.

## Imatge pública i impacte en la cultura popular
Donatella és un personatge habitual de la premsa rosa, i es caracteritza per la seva peculiar imatge, molt bronzejada i amb cabellera ros platí, sent personificada en clau humorística per actors com Maya Rudolph en Saturday Night Live. Així mateix, Donatella ha fet cameos en diverses pel·lícules relacionades amb la moda i la indústria, com ara Zoolander. A més, ha aparegut en moltes altres pel·lícules, incloent la taquillera pel·lícula de 2006 El diable vesteix de Prada, on l'esment de "Donatella" s'utilitza de forma esporàdica. Segons estudis en el total del seu cos s'inclou un alt percentatge de botox, el qual dona forma al seu característic rostre. La hi considera pionera en cànons de bellesa amb trets molt exagerats, com a pòmuls alts o llavis molt gruixuts.
En la sèrie Ugly Betty d'ABC, un personatge de ficció, Fabia (interpretada per l'actriu Gina Gershon) és una paròdia de Donatella. La mateixa actriu va donar vida a la dissenyadora en la pel·lícula de 2013 House of Versace (Casa de Versace), produïda per la cadena de televisió Lifetime i basada en el llibre 'House of Versace: The Untold Story of Genius, Murder and Survival' (Casa Versace: la història no explicada de geni, assassinat i supervivència) escrit per la periodista del Wall Street Journal Deborah Ball, el qual se centra en les dificultats a les quals es va enfrontar la dissenyadora després de l'assassinat del seu germà el 1997. El 2013, Lady Gaga va compondre una cançó en el seu honor, cridada «Donatella» i inclosa en el seu tercer àlbum d'estudi, Artpop.
A la fi de 2016 es va anunciar que, en la tercera temporada de la sèrie de televisió American Crime Story, Lady Gaga interpretaria a Donatella, però ella va afirmar que no interpretarà a la famosa dissenyadora. Al maig de 2017 es fan públiques les primeres imatges que revelen que finalment Penélope Cruz, interpretarà a Donatella, filtrant-se algunes imatges de rodatge de la citada sèrie.

## Vida personal
Donatella i el seu exmarit, el model nord-americà Paul Beck, tenen dos fills: Allegra (nascuda el 30 de juny de 1986) i Daniel (nascut el 1991). Ella és també la tia dels dos nens del seu germà gran Santo: Francesca i Antonio Versace.
El 15 de juliol de 1997, a les portes de la mansió Versace (també coneguda com a Casa Casuarina), a Miami, Florida, el seu germà Gianni Versace va ser assassinat per Andrew Cunanan. Es va dur a terme una cerca del presumpte assassí múltiple, però Cunanan va evitar ser capturat suïcidant-se dies després de la mort de Gianni. Arran de l'assassinat altament publicitat, la major part de la família Versace (incloent Donatella) es va traslladar temporalment a un resort privat aïllat en el Carib, cancel·lant la col·lecció Primavera-Estiu 1999 de Versace, així com les operacions indirectes de l'empresa. El funeral oficial va tenir lloc en la catedral de Milà. Més de 2.000 persones van assistir a l'esdeveniment, que també va ser transmès a milions d'espectadors a tot el món. Entre els nombrosos dissenyadors de moda famosos i altres celebritats que van assistir es trobaven Giorgio Armani, Karl Lagerfeld, Diana, Princesa de Gal·les, Naomi Campbell, Madonna, Courtney Love, Luciano Pavarotti, Carla Fendi, Estimar Khoueis Jutge i Carolyn Bessette-Kennedy, mentre que Elton John i Sting van realitzar actuacions en homenatge al mort.
Gianni tenia diverses cases a tot el món que ja s'han venut; especialment la de Manhattan, Nova York, valorada en més de 21.000.000 de dòlars, així com la mansió en South Beach, Miami, que en un temps va ser valorada en més de 125 milions de dòlars. Donatella no viu de forma permanent en un lloc, sinó que es desplaça d'un lloc a un altre.

## Premis i nominacions
En el 2010, les obres de caritat de Donatella li van valer una nominació als premis Do Something With Style de VH1. Va ser nominada per proporcionar materials d'art per als nens i la creació d'una borsa de rosteixes, la recaptació de la qual es va destinar a les fundacions Starlight i ONE. El lliurament de premis es dedica a honrar a les persones que fan el ben i està promocionada per Do Something, una organització que té com a objectiu capacitar, celebrar i inspirar als joves.